# Tramway express de l'ouest lyonnais
 (novembre 2023).
Si vous disposez d'ouvrages ou d'articles de référence ou si vous connaissez des sites web de qualité traitant du thème abordé ici, merci de compléter l'article en donnant les références utiles à sa vérifiabilité et en les liant à la section « Notes et références ».
Le tramway express de l'ouest lyonnais, ou plus simplement nommé TEOL, est un projet de ligne de tramway express ou de métro léger de la métropole de Lyon, prolongement de l’actuel tramway T2. Ce segment reliera la station Hôtel de Région - Montrochet à la gare d'Alaï en desservant les communes de Sainte-Foy-lès-Lyon, Francheville, Tassin-la-Demi-Lune, ainsi que les 5e et 2e arrondissements de Lyon. Sa mise en service est prévue à l'horizon 2032.
Le projet TEOL sera connecté au réseau TER Auvergne-Rhône-Alpes à la gare d'Alaï. Il sera aussi connecté à la ligne T1 du tramway à l’arrêt Montrochet.
Pour rejoindre Alaï depuis Lyon, deux options sont initialement présentées à la concertation :
- une connexion directe en voie double entre Alaï et Ménival via la rue Joliot Curie (option a) ;
- un tracé desservant Libération avec une voie double entre Ménival et Libération et une boucle à voies uniques (dites « voies dissociées » par l'avenue de Gaulle dans le sens nord-sud et le chemin de la Raude dans le sens sud-nord) de Libération à Alaï (option b).

Après la station Ménival, le tramway doit passer en souterrain. Deux options de tracé de connexion à la Presqu’île et aux infrastructures de tramway existantes pour une desserte sans correspondance des métros A et B sont présentées à la concertation : 
- passage par le cours Suchet pour une connexion au niveau de la station Place des Archives ;
- passage par la rue Montrochet pour une connexion au niveau de la station Hôtel de Région - Montrochet.

En avril 2024, l’option du passage par Montrochet est retenue en Presqu'île, nécessitant la construction d’un nouveau pont sur la Saône, tandis qu’une troisième option est finalement retenue avec un passage en double-sens sur l’avenue Charles de Gaulle à l’ouest. Par ailleurs, il est finalement décidé d’exploiter le TEOL comme un prolongement du tramway T2, faisant du projet un simple prolongement d’une ligne existante et non plus une nouvelle ligne.